# Dänemark-Rundfahrt 2016
Die 26. Dänemark-Rundfahrt 2016 war ein dänisches Straßenradrennen. Das Etappenrennen fand vom 27. bis zum 31. Juli 2016 statt. Zudem gehörte das Radrennen zur UCI Europe Tour 2016 und war dort in der Kategorie 2.HC eingestuft.

## Teilnehmende Mannschaften
| WorldTeams (3)- Astana - Tinkoff - Lotto NL-Jumbo Professional Continental Teams (8)- Bora-Argon 18 - Stölting Service Group - Wanty-Groupe Gobert - ONE Pro Cycling - Bardiani CSF - Topsport Vlaanderen-Baloise - Team Novo Nordisk - Roompot-Oranje Peloton Continental Teams (4)- Virtu Pro-Veloconcept - ColoQuick-Cult - Almeborg-Bornholm - Riwal Platform Nationalmannschaft- Dänemark |
| |

## Etappen
| Etappe    | Datum    | Etappenorte                    | type             | Länge (km) | Etappensieger       | Gesamtführender |
| --------- | -------- | ------------------------------ | ---------------- | ---------- | ------------------- | --------------- |
| 1. Etappe | 27. Jul. | Herning – Esbjerg              | Flachetappe      | 200        | Daniele Bennati     | Daniele Bennati |
| 2. Etappe | 28. Jul. | Rømø – Sonderburg              | Flachetappe      | 180        | Magnus Cort Nielsen | Daniele Bennati |
| 3. Etappe | 29. Jul. | Aabenraa – Vejle               | Hügelige Etappe  | 175        | Michael Valgren     | Michael Valgren |
| 4. Etappe | 30. Jul. | Nyborg – Nyborg                | Einzelzeitfahren | 20         | Mads Würtz Schmidt  | Michael Valgren |
| 5. Etappe | 31. Jul. | Karrebæksminde – Frederiksberg | Flachetappe      | 175        | Phil Bauhaus        | Michael Valgren |

## Gesamtwertung
| \| Gesamtwertung \| Gesamtwertung \| Gesamtwertung \| Gesamtwertung \| Gesamtwertung \| \| Fahrer \| Fahrer \| Land \| Team \| Zeit \| \| ------------- \| ------------------- \| ------------- \| --------------------------- \| ---------------- \| \| 1. \| Michael Valgren \| Dänemark \| Tinkoff \| 16 h 41 min 35 s \| \| 2. \| Magnus Cort Nielsen \| Dänemark \| Dänemark \| + 10 s \| \| 3. \| Mads Würtz Schmidt \| Dänemark \| Virtu Pro-Veloconcept \| + 57 s \| \| 4. \| Michael Gogl \| Österreich \| Tinkoff \| + 1 min 21 s \| \| 5. \| Christoph Pfingsten \| Deutschland \| Bora-Argon 18 \| + 1 min 22 s \| \| 6. \| Gijs Van Hoecke \| Belgien \| Topsport Vlaanderen-Baloise \| + 1 min 33 s \| \| 7. \| Alexander Kamp \| Dänemark \| Stölting Service Group \| + 1 min 41 s \| \| 8. \| Laurens De Vreese \| Belgien \| Astana \| + 1 min 42 s \| \| 9. \| Marco Marcato \| Italien \| Wanty-Groupe Gobert \| + 1 min 44 s \| \| 10. \| Manuele Boaro \| Italien \| Tinkoff \| + 1 min 46 s \| |                     |             |                             |                  |
| |                     |             |                             |                  |
| Quelle: ProCyclingStats |                     |             |                             |                  |
| Gesamtwertung |                     |             |                             |                  |
| Fahrer | Fahrer              | Land        | Team                        | Zeit             |
| 1. | Michael Valgren     | Dänemark    | Tinkoff                     | 16 h 41 min 35 s |
| 2. | Magnus Cort Nielsen | Dänemark    | Dänemark                    | + 10 s           |
| 3. | Mads Würtz Schmidt  | Dänemark    | Virtu Pro-Veloconcept       | + 57 s           |
| 4. | Michael Gogl        | Österreich  | Tinkoff                     | + 1 min 21 s     |
| 5. | Christoph Pfingsten | Deutschland | Bora-Argon 18               | + 1 min 22 s     |
| 6. | Gijs Van Hoecke     | Belgien     | Topsport Vlaanderen-Baloise | + 1 min 33 s     |
| 7. | Alexander Kamp      | Dänemark    | Stölting Service Group      | + 1 min 41 s     |
| 8. | Laurens De Vreese   | Belgien     | Astana                      | + 1 min 42 s     |
| 9. | Marco Marcato       | Italien     | Wanty-Groupe Gobert         | + 1 min 44 s     |
| 10. | Manuele Boaro       | Italien     | Tinkoff                     | + 1 min 46 s     |

## Wertungstrikots
| Etappe         | Etappensieger      | Gesamtwertung   | Punktewertung      | Bergwertung      | Nachwuchswertung   | Kämpferischster Fahrer | Teamwertung         |
| -------------- | ------------------ | --------------- | ------------------ | ---------------- | ------------------ | ---------------------- | ------------------- |
| 1              | Daniele Bennati    | Daniele Bennati | Daniele Bennati    | Mike Teunissen   | Mads Würtz Schmidt | Mike Teunissen         | Tinkoff             |
| 2              | Magnus Cort        | Daniele Bennati | Daniele Bennati    | Mike Teunissen   | Mads Würtz Schmidt | Tom Baylis             | Tinkoff             |
| 3              | Michael Valgren    | Michael Valgren | Daniele Bennati    | Nicolai Brøchner | Giulio Ciccone     | Torkil Veyhe           | Wanty-Groupe Gobert |
| 4              | Mads Würtz Schmidt | Michael Valgren | Mads Würtz Schmidt | Nicolai Brøchner | Mads Würtz Schmidt | nicht vergeben         | Tinkoff             |
| 5              | Phil Bauhaus       | Michael Valgren | Daniele Bennati    | Aimé De Gendt    | Mads Würtz Schmidt | Lars Boom              | Tinkoff             |
| Wertungssieger | Wertungssieger     | Michael Valgren | Daniele Bennati    | Aimé De Gendt    | Mads Würtz Schmidt | nicht vergeben         | Tinkoff             |